# Insuetifurca arrowsmithi
Insuetifurca arrowsmithi är en djurart som tillhör fylumet trögkrypare, och som först beskrevs av Kathman och Nelson 1989.  Insuetifurca arrowsmithi ingår i släktet Insuetifurca och familjen Macrobiotidae. Inga underarter finns listade i Catalogue of Life.